# William Peter Blatty
William Peter Blatty (ur. 7 stycznia 1928 w Nowym Jorku, zm. 12 stycznia 2017 tamże) – amerykański pisarz i scenarzysta, pochodzenia libańskiego.

## Twórczość pisarska

### Powieści
- 1959: Which Way to Mecca, Jack?
- 1963: John Goldfarb, Please Come Home
- 1965: I, Billy Shakespeare!
- 1966: Twinkle, Twinkle, „Killer” Kane
- 1971: The Exorcist – wyd. pol. Egzorcysta, Civis Press 1990, tłum. Dagmara Chojnacka, wznowienie: Książnica 2008, tłum. Dagmara Chojnacka, Jan Kałuża
- 1978: The Ninth Configuration
- 1983: Legion
- 1996: Demons Five, Exorcists Nothing: A Fable (reedycja, 2013: Demons Five, Exorcists Nothing: A Hollywood Christmas Carol)
- 2009: Elsewhere
- 2010: Dimiter (The Redemption) – Książnica 2011, tłum. Michał Madaliński
- 2010: Crazy
- 2016: The Exorcist for the 21st Century

### Inne
- 1973: I’ll Tell Them I Remember You – autobiografia
- 1974: William Peter Blatty on „The Exorcist”: From Novel to Screen
- 1978: If There Were Demons Then Perhaps There Were Angels: William Peter Blatty’s Own Story of the Exorcist
- 2015: Finding Peter: A True Story of the Hand of Providence and Evidence of Life After Death

## Filmografia

### Scenarzysta
- 1963: Gangster i urzędnik (The Man from the Diner’s Club)
- 1964: Różowa Pantera: Strzał w ciemności (A Shot in the Dark) – współscenarzysta
- 1965: Johnie Goldfarb, proszę do domu! (John Goldfarb, Please Come Home)
- 1965: Wszystko dla niej (Promise Her Anything)
- 1966: Co robiłeś na wojnie, tatku? (What Did You Do in the War, Daddy?)
- 1967: Gunn – współscenarzysta
- 1969: Wielki skok na bank (The Great Bank Robbery)
- 1970: Urocza Lili (Darling Lili) – współscenarzysta
- 1971: Człowiek Omega (The Omega Man) – współscenarzysta niewymieniony w napisach
- 1973: Egzorcysta (The Exorcist)
- 1976: Mastermind – pod pseudonimem „Terence Clyne”
- 1980: The Ninth Configuration
- 1990: Egzorcysta III (The Exorcist III)

### Reżyser
- 1980: The Ninth Configuration
- 1990: Egzorcysta III (The Exorcist III)

### Producent
- 1973: Egzorcysta (The Exorcist)
- 1980: The Ninth Configuration

### Aktor
- 1958: No Place to Land jako policjant – w napisach jako Bill Blatty
- 1965: Johnie Goldfarb, proszę do domu! (John Goldfarb, Please Come Home) jako strażnik – niewymieniony w napisach
- 1973: Egzorcysta (The Exorcist) jako producent – niewymieniony w napisach
- 1980: The Ninth Configuration jako porucznik Fromme – niewymieniony w napisach

## Nagrody
- 1974: Złoty Glob za najlepszy scenariusz (Egzorcysta)[3]
- 1974: Oscar za najlepszy scenariusz adaptowany (Egzorcysta)[4]
- 1975: Saturn za najlepszy scenariusz (Egzorcysta)[5]
- 1981: Złoty Glob za najlepszy scenariusz (The Ninth Configuration)[6]
- 1991: Saturn za najlepszy scenariusz (Egzorcysta III)[5]
- 1997: Nagroda Brama Stokera za całokształt twórczości